# 吉川類次
吉川 類次（よしかわ るいじ、1858年11月12日（安政5年10月7日） - 1927年（昭和2年）8月10日）は、日本の篤農家。イネの品種改良に尽力した人物。土佐国長岡郡稲生村（現・高知県南国市）生まれ。

## 人物
農業に従事するかたわら、農業の研究や社会奉仕活動も行う。
1895年、隣村の十市村の鍋島菊太郎が採取した早稲「出雲早稲」を改良し、「京早稲」を経て「衣笠早稲」を完成させた。この品種は短期間で実るため、土佐に二期作を広めるのに役立った。
| スタブアイコン | サブスタブ | この項目は、まだ閲覧者の調べものの参照としては役立たない、人物に関連した書きかけの項目です。この項目を加筆・訂正などしてくださる協力者を求めています（P:人物伝/PJ:人物伝）。 |